# Lista över fornlämningar i Kungsbacka kommun (Fjärås)
Lista över fornlämningar i Kungsbacka kommun (Fjärås) är en förteckning av ett urval av de fornlämningar som finns i Fjärås i Kungsbacka kommun.
| Namn                                 | Lämningstyp      | Tillkomsttid | Historisk indelning | Plats | Läge                 | ID-nr          | Bild                                      |
| ------------------------------------ | ---------------- | ------------ | ------------------- | ----- | -------------------- | -------------- | ----------------------------------------- |
| Fjärås 1:1                           | Stensättning     |              | Fjärås, Halland     |       | 57.485031, 12.123137 | 10144400010001 | Ladda upp en till bild av detta fornminne |
| Fjärås 2:1                           | Hög              |              | Fjärås, Halland     |       | 57.483260, 12.122969 | 10144400020001 | Ladda upp en bild av detta fornminne      |
| Fjärås 4:1                           | Gravfält         |              | Fjärås, Halland     |       | 57.477411, 12.141104 | 10144400040001 | Ladda upp en bild av detta fornminne      |
| Fjärås 5:1                           | Röse             |              | Fjärås, Halland     |       | 57.491700, 12.167399 | 10144400050001 | Ladda upp en bild av detta fornminne      |
| Fjärås 6:1                           | Stensättning     |              | Fjärås, Halland     |       | 57.482513, 12.163261 | 10144400060001 | Ladda upp en bild av detta fornminne      |
| Fjärås 7:1                           | Röse             |              | Fjärås, Halland     |       | 57.490670, 12.171373 | 10144400070001 | Ladda upp en bild av detta fornminne      |
| Fjärås 7:2                           | Röse             |              | Fjärås, Halland     |       | 57.490526, 12.171563 | 10144400070002 | Ladda upp en bild av detta fornminne      |
| Fjärås 8:1                           | Gravfält         |              | Fjärås, Halland     |       | 57.490498, 12.168976 | 10144400080001 | Ladda upp en till bild av detta fornminne |
| Fjärås 10:1                          | Röse             |              | Fjärås, Halland     |       | 57.489067, 12.166698 | 10144400100001 | Ladda upp en bild av detta fornminne      |
| Fjärås 11:1                          | Röse             |              | Fjärås, Halland     |       | 57.486781, 12.172661 | 10144400110001 | Ladda upp en bild av detta fornminne      |
| Fjärås 13:1                          | Stensättning     |              | Fjärås, Halland     |       | 57.482665, 12.171790 | 10144400130001 | Ladda upp en bild av detta fornminne      |
| Fjärås 14:1                          | Röse             |              | Fjärås, Halland     |       | 57.477540, 12.171243 | 10144400140001 | Ladda upp en bild av detta fornminne      |
| Fjärås 14:2                          | Stensättning     |              | Fjärås, Halland     |       | 57.477468, 12.171023 | 10144400140002 | Ladda upp en bild av detta fornminne      |
| Fjärås 15:1                          | Röse             |              | Fjärås, Halland     |       | 57.475435, 12.175108 | 10144400150001 | Ladda upp en bild av detta fornminne      |
| Fjärås 16:1                          | Röse             |              | Fjärås, Halland     |       | 57.475046, 12.175618 | 10144400160001 | Ladda upp en bild av detta fornminne      |
| Fjärås 17:1                          | Röse             |              | Fjärås, Halland     |       | 57.475937, 12.174481 | 10144400170001 | Ladda upp en bild av detta fornminne      |
| Fjärås 17:2                          | Stensättning     |              | Fjärås, Halland     |       | 57.476068, 12.174376 | 10144400170002 | Ladda upp en bild av detta fornminne      |
| Fjärås 18:1                          | Stensättning     |              | Fjärås, Halland     |       | 57.483689, 12.177129 | 10144400180001 | Ladda upp en bild av detta fornminne      |
| Fjärås 18:3                          | Stensättning     |              | Fjärås, Halland     |       | 57.483698, 12.177331 | 10144400180003 | Ladda upp en bild av detta fornminne      |
| Fjärås 19:1                          | Stensättning     |              | Fjärås, Halland     |       | 57.484193, 12.124862 | 10144400190001 | Ladda upp en bild av detta fornminne      |
| Fjärås 20:1                          | Stensättning     |              | Fjärås, Halland     |       | 57.482795, 12.122478 | 10144400200001 | Ladda upp en bild av detta fornminne      |
| Fjärås 23:1                          | Gravfält         |              | Fjärås, Halland     |       | 57.483934, 12.174389 | 10144400230001 | Ladda upp en bild av detta fornminne      |
| Fjärås 24:1                          | Stensättning     |              | Fjärås, Halland     |       | 57.485364, 12.176587 | 10144400240001 | Ladda upp en bild av detta fornminne      |
| Fjärås 27:1                          | Röse             |              | Fjärås, Halland     |       | 57.472251, 12.178432 | 10144400270001 | Ladda upp en bild av detta fornminne      |
| Fjärås 27:2                          | Stensättning     |              | Fjärås, Halland     |       | 57.472130, 12.178283 | 10144400270002 | Ladda upp en bild av detta fornminne      |
| Fjärås 28:1                          | Stensättning     |              | Fjärås, Halland     |       | 57.471060, 12.178342 | 10144400280001 | Ladda upp en bild av detta fornminne      |
| Fjärås 29:1                          | Stensättning     |              | Fjärås, Halland     |       | 57.470686, 12.176395 | 10144400290001 | Ladda upp en bild av detta fornminne      |
| Fjärås 29:2                          | Stensättning     |              | Fjärås, Halland     |       | 57.470617, 12.176091 | 10144400290002 | Ladda upp en bild av detta fornminne      |
| Fjärås 30:1                          | Röse             |              | Fjärås, Halland     |       | 57.466976, 12.172104 | 10144400300001 | Ladda upp en bild av detta fornminne      |
| Fjärås 30:2                          | Röse             |              | Fjärås, Halland     |       | 57.467235, 12.172570 | 10144400300002 | Ladda upp en bild av detta fornminne      |
| Fjärås 31:1                          | Stensättning     |              | Fjärås, Halland     |       | 57.467544, 12.173353 | 10144400310001 | Ladda upp en bild av detta fornminne      |
| Fjärås 32:1                          | Stensättning     |              | Fjärås, Halland     |       | 57.468945, 12.173857 | 10144400320001 | Ladda upp en bild av detta fornminne      |
| Fjärås 33:1                          | Stensättning     |              | Fjärås, Halland     |       | 57.468734, 12.175448 | 10144400330001 | Ladda upp en bild av detta fornminne      |
| Fjärås 33:2                          | Stensättning     |              | Fjärås, Halland     |       | 57.468852, 12.176080 | 10144400330002 | Ladda upp en bild av detta fornminne      |
| Fjärås 33:3                          | Stensättning     |              | Fjärås, Halland     |       | 57.468644, 12.176647 | 10144400330003 | Ladda upp en bild av detta fornminne      |
| Fjärås 33:4                          | Stensättning     |              | Fjärås, Halland     |       | 57.468561, 12.176778 | 10144400330004 | Ladda upp en bild av detta fornminne      |
| Fjärås 34:1                          | Stensättning     |              | Fjärås, Halland     |       | 57.467376, 12.175887 | 10144400340001 | Ladda upp en bild av detta fornminne      |
| Fjärås 34:2                          | Stensättning     |              | Fjärås, Halland     |       | 57.467489, 12.175813 | 10144400340002 | Ladda upp en bild av detta fornminne      |
| Fjärås 34:3                          | Stensättning     |              | Fjärås, Halland     |       | 57.467648, 12.175691 | 10144400340003 | Ladda upp en bild av detta fornminne      |
| Fjärås 34:4                          | Stensättning     |              | Fjärås, Halland     |       | 57.467153, 12.175957 | 10144400340004 | Ladda upp en bild av detta fornminne      |
| Fjärås 37:1                          | Stensättning     |              | Fjärås, Halland     |       | 57.474868, 12.152739 | 10144400370001 | Ladda upp en bild av detta fornminne      |
| Fjärås 38:1                          | Stensättning     |              | Fjärås, Halland     |       | 57.474723, 12.153720 | 10144400380001 | Ladda upp en bild av detta fornminne      |
| Fjärås 39:1                          | Gravfält         |              | Fjärås, Halland     |       | 57.475053, 12.157099 | 10144400390001 | Ladda upp en bild av detta fornminne      |
| Fjärås 41:1                          | Stenkammargrav   |              | Fjärås, Halland     |       | 57.474562, 12.150866 | 10144400410001 | Ladda upp en till bild av detta fornminne |
| Fjärås 41:2                          | Stenkammargrav   |              | Fjärås, Halland     |       | 57.474284, 12.151819 | 10144400410002 | Ladda upp en till bild av detta fornminne |
| Fjärås 41:3                          | Stensättning     |              | Fjärås, Halland     |       | 57.474305, 12.152211 | 10144400410003 | Ladda upp en bild av detta fornminne      |
| Fjärås 42:1                          | Stensättning     |              | Fjärås, Halland     |       | 57.473439, 12.159035 | 10144400420001 | Ladda upp en bild av detta fornminne      |
| Fjärås 43:1                          | Stensättning     |              | Fjärås, Halland     |       | 57.464608, 12.162413 | 10144400430001 | Ladda upp en bild av detta fornminne      |
| Sveaborg (Fjärås 44:1)               | Röse             |              | Fjärås, Halland     |       | 57.463510, 12.154229 | 10144400440001 | Ladda upp en bild av detta fornminne      |
| Fjärås 45:1                          | Stensättning     |              | Fjärås, Halland     |       | 57.462237, 12.164687 | 10144400450001 | Ladda upp en bild av detta fornminne      |
| Fjärås 46:1                          | Stensättning     |              | Fjärås, Halland     |       | 57.460915, 12.167065 | 10144400460001 | Ladda upp en bild av detta fornminne      |
| Fjärås 47:1                          | Stensättning     |              | Fjärås, Halland     |       | 57.457444, 12.166546 | 10144400470001 | Ladda upp en bild av detta fornminne      |
| Fjärås 47:2                          | Stensättning     |              | Fjärås, Halland     |       | 57.457565, 12.166801 | 10144400470002 | Ladda upp en bild av detta fornminne      |
| Fjärås 47:3                          | Stensättning     |              | Fjärås, Halland     |       | 57.457471, 12.166883 | 10144400470003 | Ladda upp en bild av detta fornminne      |
| Fjärås 49:1                          | Stensättning     |              | Fjärås, Halland     |       | 57.458283, 12.153298 | 10144400490001 | Ladda upp en bild av detta fornminne      |
| Fjärås 50:1                          | Stensättning     |              | Fjärås, Halland     |       | 57.458967, 12.158464 | 10144400500001 | Ladda upp en bild av detta fornminne      |
| Fjärås 53:1                          | Stensättning     |              | Fjärås, Halland     |       | 57.453480, 12.140369 | 10144400530001 | Ladda upp en bild av detta fornminne      |
| Fjärås 54:1                          | Stensättning     |              | Fjärås, Halland     |       | 57.452669, 12.142025 | 10144400540001 | Ladda upp en bild av detta fornminne      |
| Fjärås 54:2                          | Stensättning     |              | Fjärås, Halland     |       | 57.452702, 12.142706 | 10144400540002 | Ladda upp en bild av detta fornminne      |
| Fjärås 55:1                          | Stensättning     |              | Fjärås, Halland     |       | 57.452198, 12.158685 | 10144400550001 | Ladda upp en bild av detta fornminne      |
| Börsås (Fjärås 58:1)                 | Fornborg         |              | Fjärås, Halland     |       | 57.488081, 12.199463 | 10144400580001 | Ladda upp en bild av detta fornminne      |
| Fjärås 59:1                          | Stensättning     |              | Fjärås, Halland     |       | 57.482873, 12.208894 | 10144400590001 | Ladda upp en bild av detta fornminne      |
| Fjärås 61:1                          | Stensättning     |              | Fjärås, Halland     |       | 57.474918, 12.198569 | 10144400610001 | Ladda upp en bild av detta fornminne      |
| Fjärås 64:1                          | Stensättning     |              | Fjärås, Halland     |       | 57.462678, 12.180468 | 10144400640001 | Ladda upp en bild av detta fornminne      |
| Fjärås 65:1                          | Gravfält         |              | Fjärås, Halland     |       | 57.463079, 12.184241 | 10144400650001 | Ladda upp en bild av detta fornminne      |
| Fjärås 66:1                          | Stensättning     |              | Fjärås, Halland     |       | 57.464468, 12.182206 | 10144400660001 | Ladda upp en bild av detta fornminne      |
| Fjärås 66:2                          | Stensättning     |              | Fjärås, Halland     |       | 57.464449, 12.182411 | 10144400660002 | Ladda upp en bild av detta fornminne      |
| Fjärås 66:3                          | Stensättning     |              | Fjärås, Halland     |       | 57.464676, 12.182106 | 10144400660003 | Ladda upp en bild av detta fornminne      |
| Fjärås 67:1                          | Hög              |              | Fjärås, Halland     |       | 57.458217, 12.183776 | 10144400670001 | Ladda upp en bild av detta fornminne      |
| Fjärås 67:2                          | Stensättning     |              | Fjärås, Halland     |       | 57.458210, 12.183494 | 10144400670002 | Ladda upp en bild av detta fornminne      |
| Fjärås 68:1                          | Stensättning     |              | Fjärås, Halland     |       | 57.459107, 12.181763 | 10144400680001 | Ladda upp en bild av detta fornminne      |
| Fjärås 69:1                          | Stensättning     |              | Fjärås, Halland     |       | 57.458731, 12.182359 | 10144400690001 | Ladda upp en bild av detta fornminne      |
| Fjärås 70:1                          | Stensättning     |              | Fjärås, Halland     |       | 57.455216, 12.194574 | 10144400700001 | Ladda upp en bild av detta fornminne      |
| Fjärås 70:2                          | Stensättning     |              | Fjärås, Halland     |       | 57.455408, 12.194429 | 10144400700002 | Ladda upp en bild av detta fornminne      |
| Fjärås 71:1                          | Hög              |              | Fjärås, Halland     |       | 57.453827, 12.192243 | 10144400710001 | Ladda upp en bild av detta fornminne      |
| Fjärås 72:1                          | Stensättning     |              | Fjärås, Halland     |       | 57.451686, 12.192410 | 10144400720001 | Ladda upp en bild av detta fornminne      |
| Fjärås 76:1                          | Röse             |              | Fjärås, Halland     |       | 57.461326, 12.200341 | 10144400760001 | Ladda upp en bild av detta fornminne      |
| Fjärås 79:1                          | Stensättning     |              | Fjärås, Halland     |       | 57.470178, 12.198300 | 10144400790001 | Ladda upp en bild av detta fornminne      |
| Fjärås 80:1                          | Begravningsplats |              | Fjärås, Halland     |       | 57.444103, 12.185159 | 10144400800001 | Ladda upp en till bild av detta fornminne |
| Frodestenen (Fjärås 81:1)            | Gravfält         |              | Fjärås, Halland     |       | 57.440970, 12.183383 | 10144400810001 | Ladda upp en till bild av detta fornminne |
| Svalhögen (Fjärås 84:1)              | Stensättning     |              | Fjärås, Halland     |       | 57.441380, 12.190365 | 10144400840001 | Ladda upp en bild av detta fornminne      |
| Fjärås 87:1                          | Stensättning     |              | Fjärås, Halland     |       | 57.439897, 12.197493 | 10144400870001 | Ladda upp en bild av detta fornminne      |
| Fjärås 90:1                          | Stenkrets        |              | Fjärås, Halland     |       | 57.436986, 12.196107 | 10144400900001 | Ladda upp en bild av detta fornminne      |
| Fjärås 91:1                          | Gravfält         |              | Fjärås, Halland     |       | 57.437498, 12.193734 | 10144400910001 | Ladda upp en bild av detta fornminne      |
| Fjärås 93:1                          | Hög              |              | Fjärås, Halland     |       | 57.435078, 12.200103 | 10144400930001 | Ladda upp en bild av detta fornminne      |
| Fjärås 95:1                          | Stensättning     |              | Fjärås, Halland     |       | 57.433262, 12.211388 | 10144400950001 | Ladda upp en bild av detta fornminne      |
| Fjärås 96:1                          | Hög              |              | Fjärås, Halland     |       | 57.433465, 12.209848 | 10144400960001 | Ladda upp en bild av detta fornminne      |
| Limmahögarna (Fjärås 98:1)           | Gravfält         |              | Fjärås, Halland     |       | 57.434059, 12.203885 | 10144400980001 | Ladda upp en till bild av detta fornminne |
| Limmahögarna (Fjärås 98:2)           | Hög              |              | Fjärås, Halland     |       | 57.433175, 12.204864 | 10144400980002 | Ladda upp en bild av detta fornminne      |
| Fjärås 101:1                         | Röse             |              | Fjärås, Halland     |       | 57.397329, 12.070125 | 10144401010001 | Ladda upp en bild av detta fornminne      |
| Fjärås 101:2                         | Stensättning     |              | Fjärås, Halland     |       | 57.397234, 12.069931 | 10144401010002 | Ladda upp en bild av detta fornminne      |
| Fjärås 102:1                         | Röse             |              | Fjärås, Halland     |       | 57.398455, 12.070017 | 10144401020001 | Ladda upp en bild av detta fornminne      |
| Fjärås 103:1                         | Stensättning     |              | Fjärås, Halland     |       | 57.398284, 12.199429 | 10144401030001 | Ladda upp en bild av detta fornminne      |
| Fjärås 103:2                         | Stensättning     |              | Fjärås, Halland     |       | 57.398203, 12.199547 | 10144401030002 | Ladda upp en bild av detta fornminne      |
| Fjärås 105:1                         | Röse             |              | Fjärås, Halland     |       | 57.401622, 12.199862 | 10144401050001 | Ladda upp en bild av detta fornminne      |
| Fjärås 106:1                         | Gravfält         |              | Fjärås, Halland     |       | 57.406267, 12.196318 | 10144401060001 | Ladda upp en bild av detta fornminne      |
| Fjärås 107:1                         | Stensättning     |              | Fjärås, Halland     |       | 57.404531, 12.157505 | 10144401070001 | Ladda upp en bild av detta fornminne      |
| Fjärås 108:1                         | Gravfält         |              | Fjärås, Halland     |       | 57.403751, 12.168210 | 10144401080001 | Ladda upp en bild av detta fornminne      |
| Fjärås 109:1                         | Stensättning     |              | Fjärås, Halland     |       | 57.403744, 12.157026 | 10144401090001 | Ladda upp en bild av detta fornminne      |
| Fjärås 112:1                         | Röse             |              | Fjärås, Halland     |       | 57.400506, 12.165183 | 10144401120001 | Ladda upp en bild av detta fornminne      |
| Fjärås 114:1                         | Röse             |              | Fjärås, Halland     |       | 57.399499, 12.083965 | 10144401140001 | Ladda upp en bild av detta fornminne      |
| Fjärås 115:1                         | Röse             |              | Fjärås, Halland     |       | 57.412401, 12.193883 | 10144401150001 | Ladda upp en bild av detta fornminne      |
| Fjärås 118:1                         | Röse             |              | Fjärås, Halland     |       | 57.413889, 12.190141 | 10144401180001 | Ladda upp en bild av detta fornminne      |
| Fjärås 119:1                         | Hällristning     |              | Fjärås, Halland     |       | 57.417065, 12.190366 | 10144401190001 | Ladda upp en bild av detta fornminne      |
| Fjärås 120:1                         | Hög              |              | Fjärås, Halland     |       | 57.413796, 12.174928 | 10144401200001 | Ladda upp en bild av detta fornminne      |
| Fjärås 121:1                         | Hög              |              | Fjärås, Halland     |       | 57.413798, 12.171930 | 10144401210001 | Ladda upp en bild av detta fornminne      |
| Fjärås 122:1                         | Stensättning     |              | Fjärås, Halland     |       | 57.413203, 12.182194 | 10144401220001 | Ladda upp en bild av detta fornminne      |
| Fjärås 123:1                         | Röse             |              | Fjärås, Halland     |       | 57.415498, 12.120338 | 10144401230001 | Ladda upp en bild av detta fornminne      |
| Fjärås 124:1                         | Röse             |              | Fjärås, Halland     |       | 57.421737, 12.145312 | 10144401240001 | Ladda upp en bild av detta fornminne      |
| Fjärås 125:1                         | Röse             |              | Fjärås, Halland     |       | 57.421619, 12.142236 | 10144401250001 | Ladda upp en bild av detta fornminne      |
| Debjär (bergets namn) (Fjärås 126:1) | Fornborg         |              | Fjärås, Halland     |       | 57.423021, 12.180368 | 10144401260001 | Ladda upp en bild av detta fornminne      |
| Fjärås 132:1                         | Röse             |              | Fjärås, Halland     |       | 57.437005, 12.248428 | 10144401320001 | Ladda upp en bild av detta fornminne      |
| Fjärås 133:1                         | Stensättning     |              | Fjärås, Halland     |       | 57.426150, 12.228251 | 10144401330001 | Ladda upp en bild av detta fornminne      |
| Fjärås 134:1                         | Gravfält         |              | Fjärås, Halland     |       | 57.421273, 12.211501 | 10144401340001 | Ladda upp en bild av detta fornminne      |
| Fjärås 135:1                         | Stenkrets        |              | Fjärås, Halland     |       | 57.422139, 12.212452 | 10144401350001 | Ladda upp en bild av detta fornminne      |
| Fjärås 136:1                         | Röse             |              | Fjärås, Halland     |       | 57.424850, 12.222656 | 10144401360001 | Ladda upp en bild av detta fornminne      |
| Fjärås 137:1                         | Stensättning     |              | Fjärås, Halland     |       | 57.422761, 12.221345 | 10144401370001 | Ladda upp en bild av detta fornminne      |
| Fjärås 138:1                         | Stensättning     |              | Fjärås, Halland     |       | 57.421348, 12.216546 | 10144401380001 | Ladda upp en bild av detta fornminne      |
| Fjärås 139:1                         | Stensättning     |              | Fjärås, Halland     |       | 57.431299, 12.181405 | 10144401390001 | Ladda upp en bild av detta fornminne      |
| Fjärås 140:1                         | Stensättning     |              | Fjärås, Halland     |       | 57.433352, 12.180002 | 10144401400001 | Ladda upp en bild av detta fornminne      |
| Fjärås 141:1                         | Stensättning     |              | Fjärås, Halland     |       | 57.428578, 12.175233 | 10144401410001 | Ladda upp en bild av detta fornminne      |
| Fjärås 142:1                         | Stensättning     |              | Fjärås, Halland     |       | 57.428401, 12.181128 | 10144401420001 | Ladda upp en bild av detta fornminne      |
| Fjärås 143:1                         | Röse             |              | Fjärås, Halland     |       | 57.433731, 12.172971 | 10144401430001 | Ladda upp en bild av detta fornminne      |
| Fjärås 144:1                         | Röse             |              | Fjärås, Halland     |       | 57.436507, 12.167950 | 10144401440001 | Ladda upp en bild av detta fornminne      |
| Fjärås 147:1                         | Stensättning     |              | Fjärås, Halland     |       | 57.414985, 12.182947 | 10144401470001 | Ladda upp en bild av detta fornminne      |
| Fjärås 147:2                         | Stensättning     |              | Fjärås, Halland     |       | 57.414931, 12.183202 | 10144401470002 | Ladda upp en bild av detta fornminne      |
| Fjärås 148:1                         | Stensättning     |              | Fjärås, Halland     |       | 57.432679, 12.180036 | 10144401480001 | Ladda upp en bild av detta fornminne      |
| Danske skallen (Fjärås 150:1)        | Röse             |              | Fjärås, Halland     |       | 57.431697, 12.139090 | 10144401500001 | Ladda upp en bild av detta fornminne      |
| Fjärås 151:1                         | Stensättning     |              | Fjärås, Halland     |       | 57.429071, 12.169673 | 10144401510001 | Ladda upp en bild av detta fornminne      |
| Fjärås 153:1                         | Stensättning     |              | Fjärås, Halland     |       | 57.428106, 12.225977 | 10144401530001 | Ladda upp en bild av detta fornminne      |
| Fjärås 154:1                         | Stensättning     |              | Fjärås, Halland     |       | 57.454116, 12.202868 | 10144401540001 | Ladda upp en bild av detta fornminne      |
| Fjärås 155:1                         | Hög              |              | Fjärås, Halland     |       | 57.453740, 12.187680 | 10144401550001 | Ladda upp en bild av detta fornminne      |
| Fjärås 156:1                         | Stensättning     |              | Fjärås, Halland     |       | 57.451943, 12.160436 | 10144401560001 | Ladda upp en bild av detta fornminne      |
| Fjärås 160:1                         | Stensättning     |              | Fjärås, Halland     |       | 57.481625, 12.271436 | 10144401600001 | Ladda upp en bild av detta fornminne      |
| Fjärås 160:2                         | Stensättning     |              | Fjärås, Halland     |       | 57.481545, 12.271320 | 10144401600002 | Ladda upp en bild av detta fornminne      |
| Fjärås 161:1                         | Stensättning     |              | Fjärås, Halland     |       | 57.482460, 12.296793 | 10144401610001 | Ladda upp en bild av detta fornminne      |
| Fjärås 162:1                         | Stensättning     |              | Fjärås, Halland     |       | 57.498657, 12.281041 | 10144401620001 | Ladda upp en bild av detta fornminne      |
| Fjärås 163:1                         | Stensättning     |              | Fjärås, Halland     |       | 57.497055, 12.269892 | 10144401630001 | Ladda upp en bild av detta fornminne      |
| Fjärås 164:1                         | Stensättning     |              | Fjärås, Halland     |       | 57.493037, 12.236125 | 10144401640001 | Ladda upp en bild av detta fornminne      |
| Fjärås 165:1                         | Stensättning     |              | Fjärås, Halland     |       | 57.494098, 12.236440 | 10144401650001 | Ladda upp en bild av detta fornminne      |
| Fjärås 166:1                         | Röse             |              | Fjärås, Halland     |       | 57.496566, 12.239052 | 10144401660001 | Ladda upp en bild av detta fornminne      |
| Fjärås 167:1                         | Röse             |              | Fjärås, Halland     |       | 57.496017, 12.240663 | 10144401670001 | Ladda upp en bild av detta fornminne      |
| Borgåsen (Fjärås 169:1)              | Fornborg         |              | Fjärås, Halland     |       | 57.519162, 12.217136 | 10144401690001 | Ladda upp en bild av detta fornminne      |
| Fjärås 202:1                         | Stensättning     |              | Fjärås, Halland     |       | 57.434745, 12.217141 | 10144402020001 | Ladda upp en bild av detta fornminne      |
| Fjärås 205:1                         | Hällristning     |              | Fjärås, Halland     |       | 57.429252, 12.219629 | 10144402050001 | Ladda upp en bild av detta fornminne      |
| Fjärås 210:1                         | Stensättning     |              | Fjärås, Halland     |       | 57.429795, 12.213594 | 10144402100001 | Ladda upp en bild av detta fornminne      |
| Fjärås 211:1                         | Stensättning     |              | Fjärås, Halland     |       | 57.447429, 12.206468 | 10144402110001 | Ladda upp en bild av detta fornminne      |
| Borgudden (Fjärås 213:1)             | Fornborg         |              | Fjärås, Halland     |       | 57.448612, 12.213904 | 10144402130001 | Ladda upp en till bild av detta fornminne |
| Högasten (blocket) (Fjärås 216:1)    | Stensättning     |              | Fjärås, Halland     |       | 57.452301, 12.159689 | 10144402160001 | Ladda upp en bild av detta fornminne      |
| Fjärås 218:1                         | Stensättning     |              | Fjärås, Halland     |       | 57.465923, 12.215998 | 10144402180001 | Ladda upp en bild av detta fornminne      |
| Fjärås 221:1                         | Hällristning     |              | Fjärås, Halland     |       | 57.478460, 12.239703 | 10144402210001 | Ladda upp en bild av detta fornminne      |
| Fjärås 227:1                         | Stensättning     |              | Fjärås, Halland     |       | 57.479663, 12.278214 | 10144402270001 | Ladda upp en bild av detta fornminne      |
| Fjärås 227:2                         | Stensättning     |              | Fjärås, Halland     |       | 57.479547, 12.278304 | 10144402270002 | Ladda upp en bild av detta fornminne      |
| Fjärås 228:1                         | Stensättning     |              | Fjärås, Halland     |       | 57.482992, 12.272715 | 10144402280001 | Ladda upp en bild av detta fornminne      |
| Fjärås 228:2                         | Stensättning     |              | Fjärås, Halland     |       | 57.482696, 12.273170 | 10144402280002 | Ladda upp en bild av detta fornminne      |
| Fjärås 230:1                         | Gravfält         |              | Fjärås, Halland     |       | 57.483341, 12.298010 | 10144402300001 | Ladda upp en bild av detta fornminne      |
| Fjärås 231:1                         | Stensättning     |              | Fjärås, Halland     |       | 57.481535, 12.295552 | 10144402310001 | Ladda upp en bild av detta fornminne      |
| Fjärås 232:1                         | Röse             |              | Fjärås, Halland     |       | 57.486611, 12.300570 | 10144402320001 | Ladda upp en bild av detta fornminne      |
| Fjärås 233:1                         | Röse             |              | Fjärås, Halland     |       | 57.488699, 12.318573 | 10144402330001 | Ladda upp en bild av detta fornminne      |
| Fjärås 234:1                         | Stensättning     |              | Fjärås, Halland     |       | 57.489466, 12.284128 | 10144402340001 | Ladda upp en bild av detta fornminne      |
| Fjärås 234:2                         | Stensättning     |              | Fjärås, Halland     |       | 57.489372, 12.283932 | 10144402340002 | Ladda upp en bild av detta fornminne      |
| Fjärås 236:1                         | Stensättning     |              | Fjärås, Halland     |       | 57.497110, 12.299455 | 10144402360001 | Ladda upp en bild av detta fornminne      |
| Fjärås 237:1                         | Hällristning     |              | Fjärås, Halland     |       | 57.462602, 12.215294 | 10144402370001 | Ladda upp en bild av detta fornminne      |
| Fjärås 246:1                         | Hällristning     |              | Fjärås, Halland     |       | 57.480257, 12.187467 | 10144402460001 | Ladda upp en bild av detta fornminne      |
| Fjärås 450:1                         | Hällristning     |              | Fjärås, Halland     |       | 57.465403, 12.178012 | 10144404500001 | Ladda upp en bild av detta fornminne      |
| Fjärås 450:2                         | Hällristning     |              | Fjärås, Halland     |       | 57.465280, 12.178208 | 10144404500002 | Ladda upp en bild av detta fornminne      |
| Fjärås 450:3                         | Hällristning     |              | Fjärås, Halland     |       | 57.465975, 12.178102 | 10144404500003 | Ladda upp en bild av detta fornminne      |
| Fjärås 516                           | Stensättning     |              | Fjärås, Halland     |       | 57.477080, 12.264266 | 12000000007193 | Ladda upp en bild av detta fornminne      |